# Gianni Oddi
Gianni Oddi (Genova, 5 febbraio 1946) è un sassofonista italiano.

## Biografia
Figlio d'arte (il padre Italo Oddi è mandolinista), compie gli studi al Conservatorio Niccolò Paganini di Genova, in cui si diploma in pianoforte e fisarmonica nel 1968; già da studente però inizia a suonare in complessi jazz cittadini il sassofono, che diventa in breve il suo strumento preferito.
Si trasferisce poi a Roma e nel 1970 entra alla RCA Italiana come session-man, suonando con tutti i principali artisti dell'etichetta, da Domenico Modugno a Claudio Baglioni, da Mia Martini a Lucio Dalla.
Nel 1972 entra nella Big Band del Maestro Enrico Simonetti, insieme tra gli altri al trombettista Michele Lacerenza, al sassofonista Sal Genovese, al bassista Maurizio Majorana 
e al percussionista brasiliano Mandrake, effettuando alcuni concerti; il cd tratto da questi spettacoli verrà pubblicato solo nel 2006 nella serie Via Asiago 10. Sua è anche la sigla del TG2 dal 1983 al 1987.
Nel 1973 pubblica un album strumentale, con alcune canzoni molto note riarrangiate, tra cui La collina dei ciliegi di Lucio Battisti e My Love di Paul Mc Cartney, primo di una serie di dischi in cui interpreta successi del momento con alcuni inediti di sua composizione.
Nella seconda metà degli anni '70 diventa primo sax alto dell'Orchestra di Musica Leggera della RAI di Roma, tralasciando sempre più l'attività di session man; diventa inoltre sassofono solista per Ennio Morricone.
Si è anche dedicato alla composizione di colonne sonore, tra cui per Mondo di notte oggi (1976).
Si esibisce inoltre in molti gruppi jazz.

## Discografia parziale

### Album
- 1973: Oddi (RCA Italiana, DPSL 10618)
- 1973: Oddi 2 (RCA Italiana, DPSL 10621)
- 1974: Oddi 3 (RCA Italiana, TPL 1-1048)
- 1974: Style (RCA Original Cast, SP 10048)

### Singoli
- 1975: Adagio da concerto/Sweet Dream (RCA Original Cast, TPBO 1154)
- 10 febbraio 1977: Dream concerto/Hungarian dance (Pull, QSP 1024)

### Collaborazioni
| Anno | Interprete           | Titolo                      | Casa discografica             |
| ---- | -------------------- | --------------------------- | ----------------------------- |
| 1971 | Domenico Modugno     | Con l'affetto della memoria | RCA Italiana PSL 10513        |
| 1971 | Mia Martini          | Oltre la collina            | RCA Italiana PSL 10516        |
| 1972 | Perigeo              | Azimut                      | RCA Italiana PSL 10555        |
| 1975 | Claudio Baglioni     | Sabato pomeriggio           | RCA Italiana TPL 1-1161       |
| 1975 | Gabriella Ferri      | Mazzabubù                   | RCA Italiana TPL 1-1162       |
| 1977 | Claudio Baglioni     | Solo                        | RCA Italiana PL 31235         |
| 1977 | Lucio Dalla          | Come è profondo il mare     | RCA Italiana PL 31321         |
| 1977 | Mia Martini          | Per amarti                  | Come Il Vento ZPLC 34026      |
| 1982 | Stefano Rosso        | Donne                       | Lupus LULP 14912              |
| 1982 | Francesco De Gregori | Titanic                     | RCA Italiana PL 31622         |
| 1989 | Mia Martini          | Martini Mia...              | Fonit Cetra TLPX 219          |
| 2006 | Enrico Simonetti     | Big Band concerto...        | Via Asiago 10 TWI CD AS 05 20 |